# Hajdú Mihály (nyelvész)
Hajdú Mihály (Orosháza, 1933. augusztus 14. – Orosháza, 2014. január 7.) nyelvész, az MTA doktora.

## Élete és munkássága
Ősei a 18. században Zombáról érkeztek, az Orosházát újraalapító többi telepessel együtt. Gimnáziumi tanulmányait a Táncsics Mihály Gimnáziumban, Orosházán fejezte be 1951-ben, majd tanítóként dolgozott helyi iskolákban. 1952-ben tanítói képesítő oklevelet, 1953-57 között magyar-angol-orosz szakos tanári diplomát szerzett a szegedi Juhász Gyula Tanárképző Főiskolán. 1961-ben kapta meg magyar-könyvtár szakos diplomáját az ELTE-n. Egyetemi tanulmányai mellett is folytatta pedagógusi munkáját. 1961-től 1966-ig már egyetemi diplomával az orosházi Mezőgazdasági Technikum tanára volt. 1966-ban lett aspiráns, majd 1969-től tanár az ELTE-n.
Tanulmányai és munkája mellett kutatói tevékenységet is végzett. Hozzáfogott egy regionális szótár anyagának az összegyűjtéséhez. Több tanulmányt is írt az Orosháza története és néprajza című, két kötetben megjelent munkához.
Fő kutatási területe hamarosan a névtan lett. „Azt vallom, hogy a névtani adattáraknak, kutatásoknak több rokon tudományt, tudományágat (régészet, történelem, helytörténet, gazdaságtörténet, néprajz, földrajz) stb. is szolgálniok kell” - jelentette ki. Oktatott névtant, dialektológiát, nyelvtörténetet és fonetikát az ELTE mellett a pécsi, a miskolci, a szegedi egyetemen, illetve a Károli Gáspár Református Egyetemen is. Az oktatás és a kutatások mellett aktívan foglalkozott a tudományos ismeretterjesztéssel is.
Egyik fő műve az Osiris kiadásában megjelent csaknem ezer oldalas tankönyv, az Általános és magyar névtan (2003), valamint a Családnevek enciklopédiája (Tinta Könyvkiadó, 2010).

## Elismerései
- Csűry Bálint emlékérem (1970)
- Honismereti Emlékérem (1980)
- Országépítő Alapítvány-díj (1992)
- Pais Dezső Emlékérem és díj (2002)
- Pro Universitate-kitüntetés (2003)
- Akadémiai Díj (2006)
- Az ELTE tiszteletbeli professzora (2007)
- Orosháza Város Díszpolgára (2009)